# Kaliště (Jihlavai járás)
Kaliště település Csehországban, a Jihlavai járásban. Kaliště Mrákotín, Horní Dubenky, Panské Dubenky, Řásná, Jihlávka, Klatovec és Počátky településekkel határos. Lakosainak száma 174 fő (2024. január 1.).

## Népesség
A település lakosságának változását az alábbi diagram mutatja:
| Lakosok száma | 380  | 491  | 541  | 401  | 229  | 180  | 151  | 154  | 168  | 174  |
|               | 1869 | 1890 | 1921 | 1950 | 1980 | 2001 | 2017 | 2019 | 2022 | 2024 |